# Athyrium subtriangulare
Athyrium subtriangulare är en majbräkenväxtart som först beskrevs av William Jackson Hooker, och fick sitt nu gällande namn av Richard Henry Beddome. Athyrium subtriangulare ingår i släktet Athyrium och familjen Athyriaceae. Inga underarter finns listade.